# USSR International 1989
Die USSR International 1989 im Badminton fanden vom 26. bis zum 29. Oktober 1989 in Moskau statt.

## Sieger und Platzierte
| Disziplin    | Gold                                | Silber                        | Bronze                                    |
| ------------ | ----------------------------------- | ----------------------------- | ----------------------------------------- |
| Herreneinzel | Andrei Antropow                     | Thomas Stuer-Lauridsen        | Igor Dmitriev                             |
| Herreneinzel | Andrei Antropow                     | Thomas Stuer-Lauridsen        | Thomas Kirkegaard                         |
| Dameneinzel  | Elena Rybkina                       | Irina Serova                  | Vlada Chernyavskaya                       |
| Dameneinzel  | Elena Rybkina                       | Irina Serova                  | Margit Borg                               |
| Herrendoppel | Andrei Antropow Sergey Sevryukov    | Thomas Kirkegaard Jens Meibom | Christian Jakobsen Thomas Stuer-Lauridsen |
| Herrendoppel | Andrei Antropow Sergey Sevryukov    | Thomas Kirkegaard Jens Meibom | Sergey Melnikov Oleg Morozevich           |
| Damendoppel  | Svetlana Belyasova Irina Serova     | Margit Borg Astrid Crabo      | Natalja Ivanova Anna Tsimmerman           |
| Damendoppel  | Svetlana Belyasova Irina Serova     | Margit Borg Astrid Crabo      | Tatyana Litvinenko Viktoria Pron          |
| Mixed        | Vitaliy Shmakov Vlada Chernyavskaya | Nikolai Sujew Viktoria Pron   | Vladimir Smolin Tatiana Khoroshina        |
| Mixed        | Vitaliy Shmakov Vlada Chernyavskaya | Nikolai Sujew Viktoria Pron   | Patrik Andreasson Margit Borg             |